# Oksana Grichtchouk
Pour les articles homonymes, voir Grichtchouk.
Oksana Vladimirovna Grichtchouk (en russe : Оксана Владимировна Грищук) (née le 17 mars 1972 à Odessa en RSS d'Ukraine), est une patineuse artistique russe. Elle est double champion olympique et quadruple champion du monde en danse sur glace avec son ancienne partenaire Ievgueni Platov.

## Biographie

### Carrière sportive
Elle a commencé sa carrière en représentant l'Union soviétique, puis à partir de 1992 la fédération de Russie. Elle a d'abord patiné au niveau international avec Alexandre Chichkov avec qui elle est devenue championne du monde junior en 1988.
Mais c'est surtout avec Ievgueni Platov qu'elle va pouvoir enchaîner les succès et les podiums internationaux. Leur collaboration commence en 1989. Progressant régulièrement dans la hiérarchie mondiale, ils montent sur leurs premiers podiums européens et mondiaux en 1992 (médailles de bronze aux championnats d'Europe à Lausanne puis aux championnats du monde à Oakland). Par la suite, ils vont obtenir trois titres de champions d'Europe (1996-1997-1998), quatre titres de champions du monde (1994-1995-1996-1997) et deux titres olympiques (1994 à Lillehammer et 1998 à Nagano).
Ievgueni Platov et Oksana Grichuk décident de quitter le patinage amateur après les jeux olympiques de 1998 à Nagano, sans participer aux championnats du monde de mars 1998 à Minneapolis, et décident de ne plus patiner ensemble professionnellement.

### Reconversion
En 1999 elle a posé entièrement nue pour Playboy (Les photos n'ont été publiées qu'en février 2010).
Elle a eu une fille, Skyler Grace, en 2002. Elle est actuellement entraineur en Californie.

## Palmarès
Avec 2 partenaires:
- Alexandre Chichkov (3 saisons : 1986-1989)
- Ievgueni Platov (9 saisons : 1989-1998)

| Compétition                     | 1987    | 1988    | 1989    |  | 1990    | 1991    | 1992    | 1993    | 1994    | 1995    | 1996    | 1997    | 1998    |  |
| Jeux olympiques d'hiver         |         |         |         |  |         |         |         |         | 1re     |         |         |         | 1re     |  |
| Championnats du monde           |         |         |         |  | 5e      | 4e      | 3e      | 2e      | 1re     | 1re     | 1re     | 1re     |         |  |
| Championnats d’Europe           |         |         |         |  | 5e      | 5e      | 3e      | 2e      | 2e      | F       | 1re     | 1re     | 1re     |  |
| Championnats d'Union soviétique |         | 1re     |         |  | 3e      | 2e      | 1re     |         |         |         |         |         |         |  |
| Championnats de Russie          |         |         |         |  |         |         |         | 1re     | F       | F       | 1re     | F       | F       |  |
| Championnats du monde juniors   | 2e      | 1re     |         |  |         |         |         |         |         |         |         |         |         |  |
|                                 |         |         |         |  |         |         |         |         |         |         |         |         |         |  |
| Grand Prix ISU                  | 1986/87 | 1987/88 | 1988/89 |  | 1989/90 | 1990/91 | 1991/92 | 1992/93 | 1993/94 | 1994/95 | 1995/96 | 1996/97 | 1997/98 |  |
| Finale du Grand Prix            |         |         |         |  |         |         |         |         |         |         | 1re     |         | 1re     |  |
| Skate America                   |         |         |         |  |         |         |         |         |         |         | 1re     |         |         |  |
| Trophée de France               |         |         | 3e      |  |         |         |         |         |         |         | 1re     |         | 1re     |  |
| Moscou Skate                    |         |         | 4e      |  |         |         |         |         |         |         |         |         |         |  |
| Trophée NHK                     |         |         |         |  | 2e      |         | 2e      |         | 1re     |         |         |         | 1re     |  |
| Légende : F = Forfait           |         |         |         |  |         |         |         |         |         |         |         |         |         |  |